# ثابتة المخالب
جنس ثابتة المخالب (باللاتينية: Acinonyx) هو إحدى أجناس الثدييات المنتمية لفصيلة السنوريات. كان أعضاء هذا الجنس واسعي الانتشار في مختلف أنحاء أفريقيا وآسيا وأوروبا، أما اليوم فلا يوجد سوى ممثل وحيد للجنس هو الفهد، ولم يبق منه في أوروبا أي فرد، واختفى من معظم أنحاء آسيا عدا جيوب صغيرة معزولة في إيران وباكستان، أما في أفريقيا فلا يزال واسع الانتشار جنوب الصحراء الكبرى.
يضع بعض العلماء هذا الجنس في أسرة أحادية العرق تحمل ذات الاسم أو يُطلق عليها تسمية الأسرة الفهدية (باللاتينية: Acinonychinae)، ويقول آخرون أن هذه الأسرة إضافة إلى الأسرة الكوجرية، التي تنتمي إليها أسود الجبال واليغورندي، تُشكل أجناسًا شقيقة وثيقة الصلة ببعضها البعض.

## النطاق التاريخي
النوع الوحيد المتبقي من هذا الجنس هو الفهد. وقد تم اكتشاف العديد من القطط الشبيهة بالفهد في أواخر عصر البليوسين ولكنها انقرضت. هذه القطط لم تسكن إفريقيا فقط، بل سكنت أجزاء من أوروبا وآسيا منذ 10,000 سنة مضت. هناك أيضاً العديد من الأنواع المماثلة، تصنف تحت جنس الفهد الأمريكي، والتي عاشت في أمريكا الشمالية في نفس ذلك الوقت; ولكن هذه الأنواع قد تكون أقرب إلى أسد الجبال.

## التصنيف
يهودا بروكس كان أول من وصف هذا الجنس بذات المخالب في عام 1828. في عام 1992, تم وضعها تحت فصيلة وَحْدَةِ السَّلاَئِف. ثم أظهرت التحاليل بأنها المجموعة الأخت لجنس البوما، فتم وضعها الآن في فصيلة السنوريات.

## الأنواع
- فهد عائشة (Acinonyx aicha) گيرادز، 1997 †[7]
- الفهد الوسطي (Acinonyx intermedius) ثينيوس، 1954 †[8]
- الفهد (Acinonyx jubatus) شريبر، 1775[9]
- فهد كورتيني (Acinonyx kurteni) كريستيانسن ومازاك، 2008[10] †
- الفهد العملاق (Acinonyx pardinensis ) كروزيه وجوبير، 1828 †[11]

## وصلات خارجية
- ثابتة المخالب من موسوعة الحياة.